# Zrínyi Ádám
Gróf Zrínyi Ádám (Bécs, 1662. december 24. – Zalánkemén, 1691. augusztus 19.) zászlósúr, Zala vármegye főispánja, Zrínyi Miklós, a költő és hadvezér és Löbl Mária Zsófia fia, Zrínyi Péter unokaöccse.

## Élete
I. Lipót császár kívánságára Prágában tanult, majd a hadimesterséget választotta. Mint Légrád és a Muraköz főkapitánya, csapataival részt vett a törököt Magyarországról kiűző háborúban. 1691. augusztus 19-én a szalánkeméni ütközetben esett el.

## jegyzetek
1. ↑  Dalibor Brozović: Hrvatska enciklopedija (horvát nyelven). Horvát Enciklopédia . Miroslav Krleža Lexicographical Institute, 1999